# Anastasia Gorbenko
Anastasia Gorbenko, in ebraico אנסטסיה גורבנקו‎? (Haifa, 7 agosto 2003), è una nuotatrice israeliana.

## Carriera
Nel 2021 si è laureata campionessa europea alla rassegna di Budapest nei 200 m misti, diventando così la prima nuotatrice israeliana a vincere un titolo continentale; nello stesso anno ha vinto la medaglia d'oro nei 50 m rana e nei 100 m misti ai mondiali in vasca corta di Abu Dhabi. Agli europei di Roma dell'anno successivo conferma l'oro continentale nei 200 m misti.
Ai campionati mondiali di Doha del 2024 ha conquistato la medaglia d'argento nei 400 m misti, mentre agli europei di Belgrado è salita sul gradino più alto del podio per quattro volte (200 e 400 metri misti, staffetta 4x200 metri stile libero e staffetta 4x100 metri misti mista).

## Palmarès
- Mondiali

Doha 2024: argento nei 400m misti.
- Mondiali in vasca corta:

Abu Dhabi 2021: oro nei 50m rana e nei 100m misti.
- Europei

Budapest 2020: oro nei 200m misti.
Roma 2022: oro nei 200m misti.
Belgrado 2024: oro nei 200m misti, nei 400m misti, nella 4x200m sl e nella 4x100m misti mista.
- Europei in vasca corta

Kazan 2021: oro nei 200m misti.
- Olimpiadi giovanili

Buenos Aires 2018: oro nei 200m misti.
- Festival olimpico della gioventù europea

Győr 2017: argento nella 4x100m misti mista.
- Europei giovanili

Kazan' 2019: argento nei 50m dorso e nei 200m misti.